# Francisco Otal y Valonga
Francisco de Otal y de Valonga, VI barón de Valdeolivos, carlán de Aguilar, señor de La Bujeda y de la Torre de Aguilar.

## Biografía
Nacido en Fonz el 17 de agosto de 1876,  era bisnieto de Pedro María Ric, y sobrino del diplomático Enrique Otal y Ric. Falleció en Zaragoza en 1954.

## Archivo personal
El archivo personal de la Baronía de Valdeolivos se encuentra en Fonz, en el archivo familiar de los Barones de Valdeolivos. Son documentos personales fechados entre 1759 y 1828 que se han clasificado en tres grupos o series:
1. Documentación personal (títulos y diplomas, nombramientos, etc.).
2. Actividades profesionales y cargos.
3. Actividades intelectuales.